# Nestima polita
Nestima polita är en tvåvingeart som beskrevs av Osten Sacken 1881. Nestima polita ingår i släktet Nestima och familjen skridflugor. Inga underarter finns listade i Catalogue of Life.